# Marlango
Marlango es un grupo español de música pop con influencias del jazz y del blues. Los integrantes del grupo son la madrileña Leonor Watling y el cántabro Alejandro Pelayo. Su nombre surge de la introducción de la canción «I Wish I Was in New Orleans» de Tom Waits.

## Historia
En 1998 Leonor y Alejandro grabaron una maqueta con catorce temas para piano y voz, donde ya se encontraba el núcleo de lo que sería su primer álbum. En el invierno de 2002, el neoyorquino Óscar Ybarra, recién instalado en Madrid, escucha el material y decide incorporarse al proyecto. Entre los tres dan forma a un trabajo que ve la luz en febrero de 2004. 
Su primer disco, Marlango, tiene influencias que van del rock al jazz, de la música de cabaret de entreguerras a la banda sonora del cine de David Lynch. Después de un año de conciertos por toda España, Portugal y Japón, recibieron de manos de Pedro Almodóvar un disco de oro por las primeras 50.000 copias vendidas. 
En septiembre de 2005 publican su segundo álbum, Automatic imperfection, que también consigue el disco de oro en España. En 2006 fichan por la discográfica Universal, con la que publican una edición especial de su último álbum que goza de una gran distribución internacional. 
El 25 de septiembre de 2007 salió a la venta su tercer álbum de estudio The electrical morning.
Se han encargado de poner música y voz para la campaña navideña de El Corte Inglés, versionando el conocido tema "My Favourite Things" que ya interpretara Julie Andrews en el filme The Sound of Music. El spot dirigido por Federico Brugia se estrenó en televisión en diciembre de 2007. 
Life in the Treehouse, su cuarto álbum de estudio, salió a la venta el 2 de marzo de 2010, con la colaboración de Rufus Wainwright, Suso Sáinz y Jorge Drexler; y vino precedido por el sencillo "The Long Fall", cuyo vídeo musical fue dirigido por Pau Dalmases y Gerson Aguerri.
El 17 de abril de 2012 salió a la venta "Un día extraordinario", quinto disco del grupo y el primero en castellano. Precedido por el sencillo "Dame la razón", el álbum se grabó en directo y el proceso quedó registrado en vídeo, disponible para su descarga con la edición especial del disco.
Tras dos años de trabajo, el 14 de octubre de 2014 lanzan "El Porvenir", sexto disco de la banda que conmemora los diez años de carrera profesional y en el que ya no participa Óscar Ybarra, que decidió tomar otro rumbo profesional en Chicago. La pareja formada por Watling y Pelayo cuentan con las colaboraciones de Enrique Bunbury, Fito Páez y La Santa Cecilia en una versión de "Ay Pena Penita Pena". El trabajo ha sido producido por Universal Music Spain bajo la dirección y realización de Sebastian Krys.
El 21 de abril de 2018 con motivo del Record Store Day publicaron vía Altafonte Network Music un sencillo en vinilo con la nueva canción "Poco a Poco", adelanto de su nuevo disco previsto para septiembre de 2018.

## Discografía
- 2004: Marlango
- 2005: Automatic imperfection
- 2007: The electrical morning
- 2010: Life in the Treehouse
- 2012: Un día extraordinario
- 2014: El porvenir
- 2018: Technicolor
- 2019: Altafonte Sessions presenta... Marlango

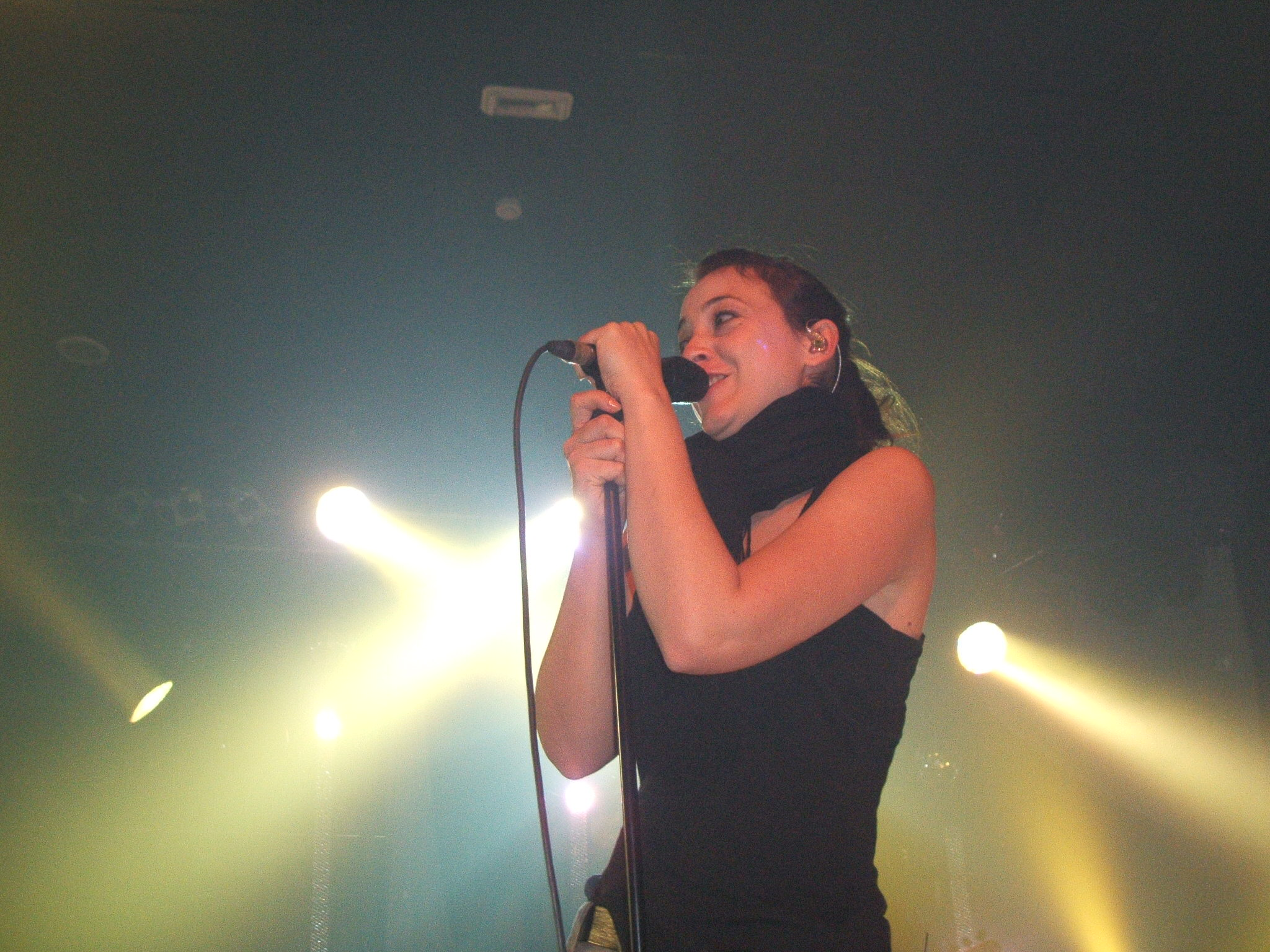
Leonor Watling, en un concierto de Marlango.

## Recopilatorios
- 2007: Selection
- 2011: Automatic Imperfection / The Electric Morning

## Sencillos y vídeos musicales
- Marlango:
  - "Enjoy the Ride".
  - "Madness", dirigido por Rafa Sañudo.
  - "It's All Right"|, por Isabel Coixet.
  - "Once Upon a Time", por Rafa Sañudo.
  - "Gran sol", por Javier Calvo.
- Automatic Imperfection:
  - "Automatic Imperfection", dirigido por Rómulo Aguillaume.
  - "Shake the Moon", por Santiago Zannou.
  - "Pequeño vals", por Struendo Filmakers.
- The Electrical Morning:
  - "Hold Me Tight", dirigido por Luis Cerveró.
  - "Walkin' in Soho", por Luis Cerveró.
- The Life in the Treehouse:
  - "The Long Fall", dirigido por Pau Dalmases y Gerson Aguerri.[2]
  - "The Answer", dirigido por Darío Peña.
- Un día extraordinario:
  - "Dame la razón", dirigido por Rómulo Aguillaume.
  - "Lo que sueñas vuela", dirigido por Rómulo Aguillaume y Leonor Watling.
- El porvenir:
  - "Dinero" con Bunbury.[3]
  - "Yo sola"
- Technicolor
  - "Poco a poco"
  - "El veneno"

### Colaboraciones
- Arde la calle: un tributo a Radio Futura (2004): "Semilla negra"
- Malas temporadas B.S.O. (2005): "Vete"
- Leonor Watling colaboró en Papito (2007) de Miguel Bosé: "Este mundo va"
- Leonor Watling colaboró en 12 segundos de oscuridad (2006) de Jorge Drexler: "El otro engranaje" junto a Kevin Johansen
- Colaboraron en el CD+DVD No sé si es Baires o Madrid (2008) de Fito Páez: "Pétalo de sal," "Creo" y "Dar es dar"
- Leonor Watling colaboró haciendo los coros en «La vida mata» de Diego Vasallo (álbum Los abismos cotidianos)
- El alpinista de los sueños (Homenaje a Antonio Vega) (2010): "El sitio de mi recreo"
- Llorarás: junto a Los Amaya en el álbum Vuelven Los Amaya (2013)
- Leonor colaboró en la canción "Amalgama" perteneciente al álbum Antónimo de Rayden (2017).

### Versiones
- "My Favourite Things" (2007)
- "Can't Take My Eyes Off You" (24 de enero de 2008 en el Teatro Circo Price de Madrid)
- "No mires a los ojos de la gente" (Gira 2010)
- "Brand new key" (Gira 2012)
- "Via con me" (Gira 2015)
- "Creep" de RadioHead. (Gira "Delicatessen")